# 이인복 (1308년)
이인복(李仁復, 1308년 ~ 1374년)은 고려 말기의 학자, 문신, 정치인이다. 본관은 성주(星州), 자는 극례(克禮), 아호는 초은(樵隱)이며 시호는 문충(文忠), 작위는 안흥부원군(安興府院君)이다.

## 생애
농서군공 이장경의 후손으로 이조년의 손자이자 이포의 아들이다. 송대 유학(宋代儒學)의 태두인 백이정(白頤正)에게 배워 문장에 능하였고, 특히 주자학(朱子學)에 밝았다.
충숙왕 3년(1326년) 19세로 과거에 급제해, 복주(福州)의 사록이 되었다가 춘추공봉(春秋供奉)에 보직되었고, 충혜왕 때 기거사인(起居舍人)으로 원나라의 제과(制科)에 급제하여 대령로 금주판관(大寧路錦州判官)의 벼슬을 받아가지고 돌아와 기거주(起居注)에 승진하였다. 충목왕 때 제과(制科)에 급제하여, 우대언(右代言)을 거쳐 밀직제학에 나가 서연(書筵)에서 진강하였다.
삼사좌사(三司左使)에 승진하여 원나라의 정동행성도사(征東行省都事) 벼슬을 받았으며, 1352년(공민왕 1) 조일신(趙日新)이 난을 일으키자 왕에게 법에 따라 처치할 것을 주장하여 그대로 실행하여 죽였다. 정당문학으로 감찰대를 겸하고 성산군(星山君)에 피봉되었으며, 참지중서정사(參知中書政使)·판개성부사 첨의평리(判開城府事僉議評理)를 역임하고 찬성사에 나가 공신의 호를 받았다.
최유의 난이 평정된 뒤인 공민왕 13년(1364년) 10월 21일 원에 사신으로 파견되어 공민왕의 복위를 하례하였다.
신돈에게 거슬려 퇴직하고 안흥부원군에 피봉되고 다시 판삼사사(判三司使)가 되었다가 검교시중(檢校侍中)에 이르러 등창으로 사망했다. 저서로는 고금록, 금경록, 초은집이 있다.

## 일화
충목왕 때 제과(制科)에 급제하여, 우대언(右代言)을 거쳐 밀직제학에 나가 서연(書筵)에서 진강하였는데, 외모가 장엄하고 언사가 정중하여 충목왕은 늘 "그를 보면 나도 모르게 소연(昭然)한 마음이 일어난다"고 말하였다.
성품이 강직하고 문장에 뛰어나 충렬·충선·충숙의 실록을 편수하였다. 일찍 신돈의 위인이 단정치 못하여 후일에 반드시 변고가 있을 것을 공민왕에게 말하였으므로 왕이 그 선견의 밝음을 찬탄하였으며, 또 그의 아우 이인민과 이인임에게 나라를 망치고 집안을 거덜 내리라고 말했는데 과연 그 말대로 되었다.

## 저서
- 《고금록》
- 《금경록》
- 《초은집》

## 가족 관계
농서군공 이장경의 후손으로 이조년의 손자이자 이포의 아들이다. 이포의 아들은 이인복(李仁復)·이인임(李仁任)·이인미(李仁美)·이인립(李仁立)·이인달(李仁達)·이인민(李仁敏)이다. 이인임은 성산면에서 둘째 아들로 태어났는데 이인복의 동생이자 이인미의 형으로 고려 멸망 후 은거한 이숭인의 5촌 당숙이기도 하다.
이인임, 이인립의 형이면서 이성계의 사위가 된 이제의 큰아버지이다.
- 증조부 : 이장경(李長庚)
- 증조모 : 미상
  - 조부 : 성산군 이조년(李兆年, 1269~1343)
  - 조모 : 미상
    - 아버지 : 이포(李褒, 시호는 경원공)
    - 어머니 : 경주군부인 경주설씨(慶州君夫人 慶州薛氏)
      - 동생 : 이인임 - 공민왕 사후 횡포를 부리다가 최영, 이성계에게 숙청당했다.
      - 동생 : 이인민(李仁敏, 1330~1393)
      - 동생 : 이인립
        - 조카 : 이제(李濟, 1365~1398)
          - 당조카 : 이숭인(李崇仁, 1347~1392)

## 관련 작품

### 드라마
- 《신돈》(MBC, 2005년~2006년, 배우:정성모)

## 같이 보기
- 이인임
- 이숭인
- 하륜
- 정몽주
- 이장경
- 이조년